# Гвинея-Бисау на Олимпийских играх
Гвинея-Бисау принимала участие в шести летних Олимпийских играх. Дебютировав на Олимпийских играх в Атланте, страна участвовала во всех последующих летних Играх. Спортсмены из Гвинеи-Бисау принимали участие в состязаниях по вольной борьбе и лёгкой атлетике, а в 2016 году дебютировали в соревнованиях по дзюдо. Наибольшая делегация гвинейских спортсменов была на Играх 2016 года, когда в трёх видах спорта выступили пять спортсменов.
В зимних Олимпийских играх представители Гвинеи-Бисау участия не принимали. Спортсмены Гвинеи-Бисау никогда не завоёвывали олимпийских медалей.
Олимпийский комитет Гвинеи-Бисау был создан в 1992 году, признан МОК в 1995 году.

## Таблица медалей

### Летние Олимпийские игры
| Игры                | Спортсменов | Золото | Серебро | Бронза | Всего | Место |
| ------------------- | ----------- | ------ | ------- | ------ | ----- | ----- |
| 1996 Атланта        | 3           | 0      | 0       | 0      | 0     | —     |
| 2000 Сидней         | 3           | 0      | 0       | 0      | 0     | —     |
| 2004 Афины          | 3           | 0      | 0       | 0      | 0     | —     |
| 2008 Пекин          | 3           | 0      | 0       | 0      | 0     | —     |
| 2012 Лондон         | 4           | 0      | 0       | 0      | 0     | —     |
| 2016 Рио-де-Жанейро | 5           | 0      | 0       | 0      | 0     | —     |
| 2020 Токио          | 4           | 0      | 0       | 0      | 0     | —     |
| Всего               | Всего       | 0      | 0       | 0      | 0     |       |